# Richard Henry Stevens

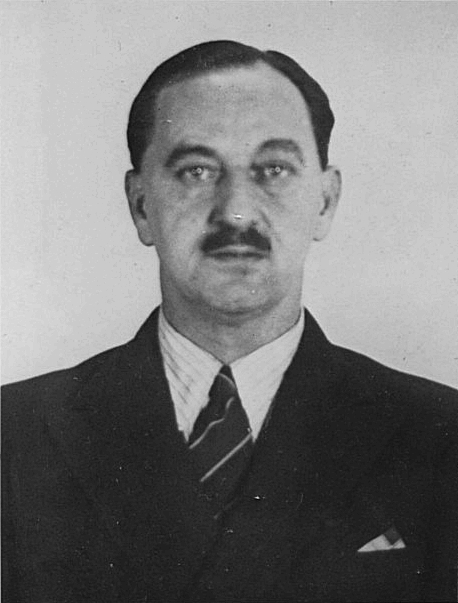
Major Richard Henry Stevens (1939)

Richard Henry Stevens (* 9. April 1893; † 12. Februar 1967) war Major der britischen Armee und ab 1939 Leiter des Passport Control Office (PCO) des britischen Secret Intelligence Service in den Niederlanden. Sein Name ist eng verbunden mit dem Venlo-Zwischenfall 1939.
1939 kam Stevens aus Indien, wo er Nachrichtenoffizier war. Er sprach hervorragend Deutsch, Französisch und Russisch. Griechisch war seine zweite Muttersprache, darüber hinaus beherrschte er Arabisch, Hindustanisch und Malaiisch. Er hatte für den Geheimdiensteinsatz in Europa keine spezifische Ausbildung oder Erfahrung.
Stevens wurde im November 1939 beim Venlo-Zwischenfall zusammen mit Captain Sigismund Payne Best nach Deutschland entführt. Er verriet dort vitale Geheimnisse über den Secret Intelligence Service. Die deutsche Nazi-Propaganda präsentierte Best und Stevens als angebliche Drahtzieher von Georg Elsers Bürgerbräuattentat. Nach über fünf Jahren Gefangenschaft als Sonderhäftlinge in den KZs Sachsenhausen und Dachau gehörten Stevens und Best zu den von der Wehrmacht im April 1945 aus den Händen der SS befreiten Geiseln. Stevens verließ die Armee als Lieutenant Colonel, zu dem er während der Gefangenschaft befördert worden war. Er arbeitete als Übersetzer, unter anderem zwischen 1951 und 1952 bei der NATO in Paris und London. Stevens starb 1967 an Krebs.